# 香港鉄路南港島線中国製電車

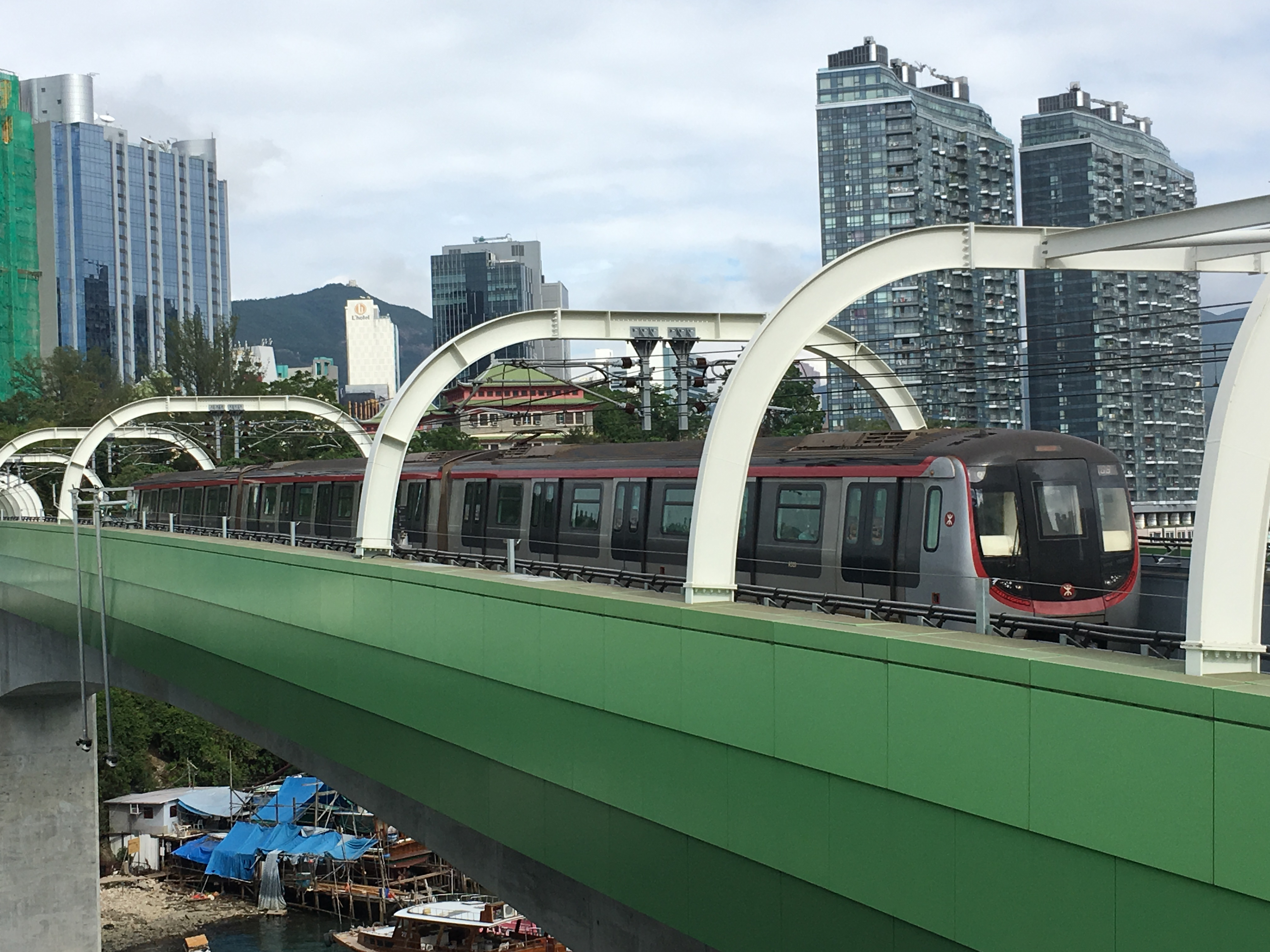
南港島線の電車（香港仔海峡から鴨脷洲のトンネルへの橋）

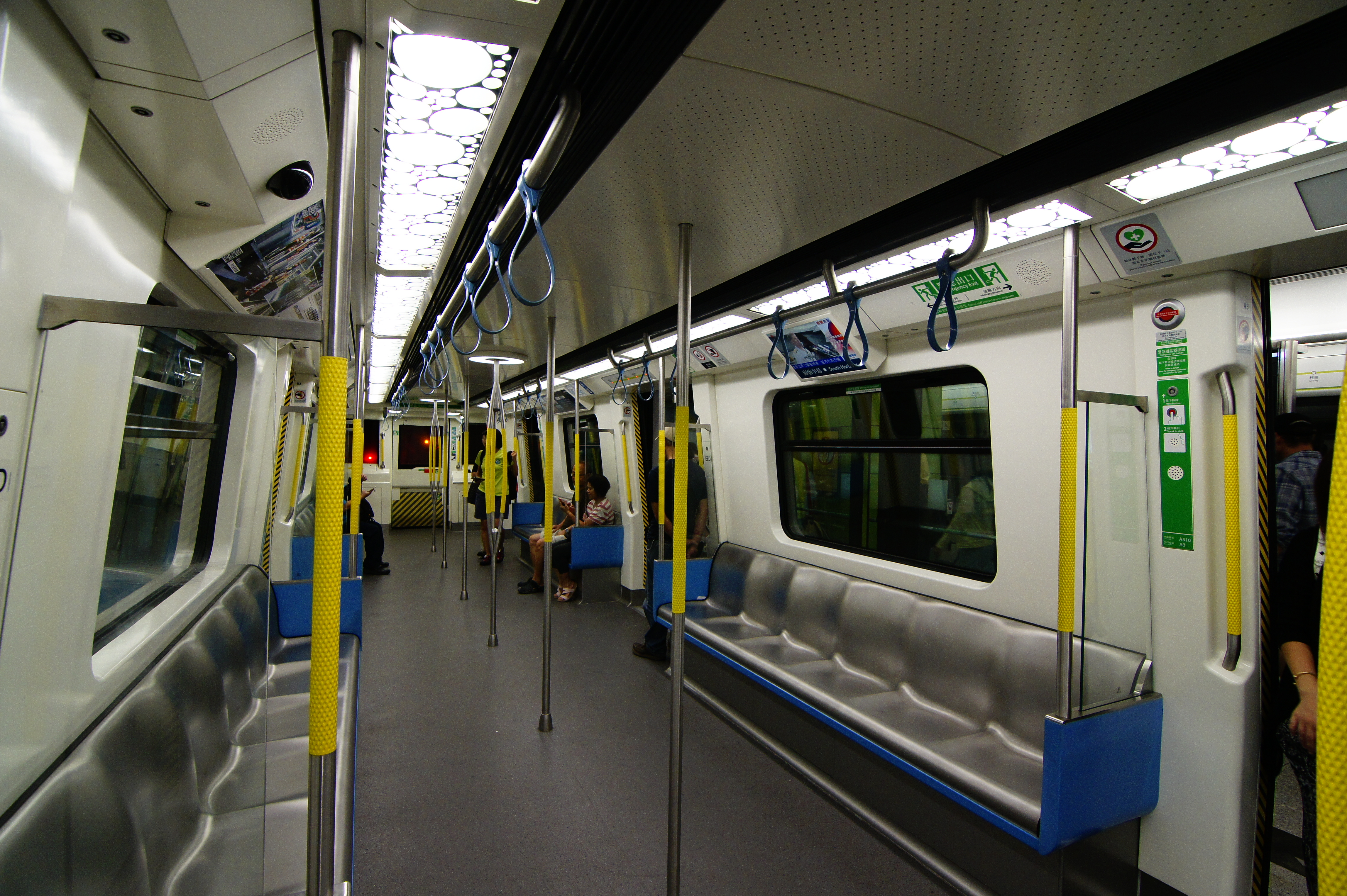
電車の内部

南港島線中国製電車（なんこうとうせんちゅうごくせいでんしゃ、みなみこうとうせんちゅうごくせいでんしゃ）は、香港鉄路（港鉄）の直流通勤形電車。

## 概要
南港島線の開業に向けて、中国中車長春軌道客車および上海電気・アルストム連合で30両が製造された。なお、電装機器はアルストム製である。基本設計は、従来のMTR車両をベースにしている。